# 彦島町
彦島町（ひこしまちょう）は、かつて山口県にあった町。現在の下関市彦島地区。

## 地理
- 島嶼:彦島・六連島

## 歴史
- 1889年（明治22年）4月1日 - 町村制の施行により、赤間関区の一部（引島・六連島）の区域をもって豊浦郡彦島村が発足。
- 1921年（大正10年）10月1日 - 彦島村が町制施行して彦島町となる。
- 1933年（昭和8年）3月20日 - 下関市に編入。同日彦島町廃止。

## 産業
- 1914年12月三菱合資会社彦島造船所開所[1]
- 1915年、日本金属彦島製錬所(現・彦島製錬)[2]
- 1918年、彦島坩堝（現・日新リフラテック本社工場）[2]
- 1918年、山陽電気軌道（現・サンデン交通）・長府土地[2]
- 1921年、クロード式窒素工業(現・下関三井化学)[2]
- 1922年、旭石油（現・日本グリース）[2]

## 電気
1912年（大正元年）8月事業許可を受ける。12月に彦島電気設立。1914年（大正3年）7月事業開始。彦島村に発電所（汽力、出力50kw）を建設し他に九州電灯鉄道より受電していた。1920年（大正9年）3月九州電灯鉄道に合併される。

## 出身・ゆかりのある人物
- 植田謙輔（彦島村長）
- 植田末蔵（彦島町長）
- 植田惣五郎（海運業）
- 植田治作（豊浦郡会議員、彦島村会議員）